# Kearran Giovanni
Kearran Giovanni es una actriz estadounidense, conocida por su papel de la detective Amy Sykes en la serie policial de TNT Major Crimes.

## Biografía
Creció en Katy (Texas). Asistió a la Escuela preparatoria para las Artes Escénicas y Visuales, y más tarde a la Universidad de Cincinnati – College-Conservatory of Music. En 2004 se trasladó a Nueva York, y comenzó su carrera en Broadway. Apareció en varias producciones, incluyendo Hugh Jackman: Back on Broadway, Catch Me If You Can, Guys and Dolls , Sweet Charity y Tarzán.
Tuvo un papel recurrente como la Dra. Vivian Wright en el serial televisivo de ABC One Life to Live, desde 2009 hasta su final en 2012. En febrero de 2012, ganó su primer papel regular para interpretar a la detective Amy Sykes en la serie policial procesal de TNT Major Crimes, estrenada el 13 de agosto de 2012. También fue actriz invitada en Royal Pains (2012) y en Beauty & the Beast (2013).

## Filmografía
| Año       | Título               | Papel               | Notas                            |
| --------- | -------------------- | ------------------- | -------------------------------- |
| 2009–2012 | One Life to Live     | Dr. Vivian Wright   | Rol recurrente                   |
| 2012      | Royal Pains          | Greeter             | Episodio: "A Farewell to Barnes" |
| 2012-2018 | Major Crimes         | Detective Amy Sykes | Rol regular                      |
| 2013      | Beauty and the Beast | Miranda Bishop      | Episodio: "Tough Love"           |
| 2024      | Homestead            | Tara Eriksson       |                                  |